# A Prairie Heiress
A Prairie Heiress è un cortometraggio muto del 1917. Il nome del regista non compare nei titoli di coda del film prodotti dalla Triangle Film Corporation.

## Produzione
Il film fu prodotto da Mack Sennett per la Triangle Film Corporation.

## Distribuzione
Distribuito dalla Triangle Distributing, il film - un cortometraggio in una bobina - uscì nelle sale cinematografiche statunitensi il 14 ottobre 1917.